# Adlerodea
Adlerodea is een geslacht van vlinders van de familie dikkopjes (Hesperiidae), uit de onderfamilie Hesperiinae.

## Soorten
- A. astiga (Schaus, 1902)
- A. lemba Evans, 1955
- A. mineira Mielke, 1968
- A. modesta Hayward, 1940
- A. petrovna (Schaus, 1902)